# Чемпіонат Туру WTA 2001
Чемпіонат Туру WTA 2001, також відомий за назвою спонсора як Sanex Championships, — жіночий тенісний турнір, що проходив на закритих кортах з килимовим покриттям Olympiahalle в Мюнхені (Німеччина). Це був 31-й за ліком завершальний турнір Туру WTA 2001 в одиночному розряді і 26-й - у парному. Тривав з 30 жовтня до 4 листопада 2001 року. Сьома сіяна Серена Вільямс здобула титул в одиночному розряді, бо Ліндсі Девенпорт відмовилась від участі у фінальному матчі через травму, якої зазнала у півфіналі. Перемога Девенпорт у півфіналі гарантувала їй перший рядок у рейтингу на кінець року. Вільмс отримала 500 тис. доларів США, а також 390 рейтингових очок.
Вінус Вільямс і Мартіна Хінгіс кваліфікувались на турнір, але знялись через травми, а Моніка Селеш відмовилась грати у Німеччині через поранення, якого зазнала тут під час турніру 1993 року.

## Фінальна частина

### Одиночний розряд
Серена Вільямс —  Ліндсі Девенпорт, без гри.
- Для Вільямс це був 1-й титул Чемпіонату Туру WTA.

### Парний розряд
Ліза Реймонд /  Ренне Стаббс —  Кара Блек /  Олена Лиховцева, 7–5, 3–6, 6–3.